# Helminthosporium scolecoides
Helminthosporium scolecoides är en svampart som beskrevs av Corda 1837. Helminthosporium scolecoides ingår i släktet Helminthosporium och familjen Massarinaceae.   Inga underarter finns listade i Catalogue of Life.